# The House of the Lost Court
The House of the Lost Court er en amerikansk stumfilm fra 1915 af Charles Brabin.

## Medvirkende
- Robert Conness som Sir Anthony Elliott.
- Duncan McRae som Paul Elliott.
- Helen Strickland som Lady Rosamund.
- Sally Crute som Nina Desmond.
- Viola Dana som Dolores Edgerton.